# Blind Date – Verabredung mit einer Unbekannten
Blind Date – Verabredung mit einer Unbekannten (Originaltitel: Blind Date) ist eine US-amerikanische Filmkomödie von Blake Edwards aus dem Jahr 1987. Die Hauptrollen in dieser Komödie spielen Bruce Willis und Kim Basinger. Dieser Film ist auch das Hollywood-Debüt von Bruce Willis.
Der Film, der in Kalifornien gedreht wurde, spielte in den US-Kinos 39,3 Millionen US-Dollar ein.

## Handlung
Der alleinstehende Workaholic Walter Davis braucht für ein wichtiges Geschäftsessen seines Unternehmens mit einem japanischen Geschäftspartner eine vorzeigbare Begleiterin. Sein Bruder Ted Davis schlägt die attraktive Nadia Gates vor, die mit Teds Frau verwandt ist und Walter gerne begleitet. Der Haken ist, dass Nadia schnell die Selbstkontrolle verliert, wenn sie Alkohol getrunken hat. Obwohl Walter das weiß, gibt er ihr vor dem Essen Champagner zu trinken, so dass genau das passiert.
Während des Essens und in den Stunden danach stolpern deshalb beide von einer chaotischen Situation in die andere. Nadia verbreitet in ihrem Zustand Chaos beim Geschäftsessen, die Frau des japanischen Geschäftspartners, der mehrere Konkubinen hat, trennt sich auf ihren Rat hin von ihrem Mann, der japanische Geschäftspartner bricht daher die Beziehungen mit dem Unternehmen ab, Walter wird wegen der Ereignisse gefeuert, sein Wagen wird von Autodieben teilweise demontiert, er wird von einer weiblichen Straßengang ausgeraubt und auf einer Party, in die sie zufällig hineinstolpern, wird das Buffet zerstört. Inzwischen ist Nadias psychotischer Ex-Freund David aufgetaucht und verfolgt Nadia und Walter, wobei er auch handgreiflich wird. Als der inzwischen völlig entnervte Walter diesen schließlich mit einer von der Straßengang zurückgelassenen Waffe bedroht und dabei auch in seine Richtung schießt, wird er festgenommen und kommt vor Gericht.
Doch ausgerechnet der Ex-Verlobte von Nadia, ein Anwalt und Sohn des zuständigen Richters, boxt Walter heraus, wohl auch, weil der Richter sein Vater ist und seinen Sohn einfach nur loswerden will. Eine Bedingung für die Übernahme des Mandats ist allerdings, dass Nadia zu David zurückkehrt und ihn heiratet. Notgedrungen und wohl wissend, dass auf Walter sonst 10 Jahre Gefängnis wegen Mordversuchs warten, willigt Nadia schließlich zähneknirschend ein, um ihn zu retten und um wiedergutzumachen, was sie ihm antat.
Walter, der inzwischen Musiker geworden ist, erfährt davon und stellt fest, dass er in sie verliebt ist. Er will die Heirat daher verhindern. Kurz vor der Hochzeitszeremonie lässt Walter deshalb Nadia alkoholhaltige Pralinen zukommen, die diese auch isst. Entsprechend chaotisch verläuft daher die Zeremonie, bei der ein Hund erschossen wird und der Priester in einem Pool landet. Am Ende liegen sich Walter, der kurz darauf auftaucht, und Nadia, die seine Liebe ihm gegenüber in ihrem Zustand bei seinem Auftreten sofort gesteht, im Pool in den Armen und die Heirat wird abgesagt. Stattdessen heiraten beide und feiern ihre Hochzeit mit einem alkoholfreien Getränk.

## Ausstrahlung
Die Erstaufführung fand in den USA am 24. März 1987 statt; der Film kam am 27. August 1987 in die deutschen Kinos.

## Synchronisation
Verantwortlich für die Synchronisation war die Interopa Film GmbH.
| Rolle                  | Schauspieler     | Synchronsprecher         |
| ---------------------- | ---------------- | ------------------------ |
| Nadia Gates            | Kim Basinger     | Evelyn Maron             |
| Walter Davis           | Bruce Willis     | Ronald Nitschke          |
| David Bedford          | John Larroquette | Engelbert von Nordhausen |
| Richter Harold Bedford | William Daniels  | Heinz Petruo             |
| Harry Gruen            | George Coe       | Jochen Schröder          |
| Denny Gordon           | Mark Blum        | Hubertus Bengsch         |
| Ted Davis              | Phil Hartman     | Norbert Langer           |
| Susie Davis            | Stephanie Faracy | Dagmar Biener            |
| Muriel Bedford         | Alice Hirson     | Hannelore Minkus         |
| Jordan                 | Graham Stark     | Lothar Köster            |
| Nadias Mutter          | Joyce Van Patten | Barbara Adolph           |
| Priester               | Herb Tanney      | Eric Vaessen             |
| Mrs. Gruen             | Georgann Johnson | Christel Merian          |
| Mr. Yakamoto           | Sab Shimono      | Friedrich G. Beckhaus    |
| Mrs. Yakamoto          | Momo Yashima     | Christel Merian          |
| Oberkellner            | Brian George     | Claus Jurichs            |

## Kritiken
- Rita Kempley verglich den Film in der Washington Post mit der Horrorkomödie Gremlins – Kleine Monster, in welcher der Gremlin nicht nass werden durfte – genauso wie Nadia Gates keinen Alkohol trinken sollte. Sie kritisierte die Komödie als unwitzig und banal und fügte hinzu, dass dem Drehbuch die notwendige Finesse fehlte.[5]
- Das Lexikon des internationalen Films betrachtet den Film als eine „gut konstruierte Komödie nach vertrautem Muster, die leichtgewichtige und temperamentvolle Unterhaltung bietet und die versöhnlicher angelegt ist als vergleichbare Filme.“[3]
- Kino.de bezeichnet den Film als eine „versierte und pfiffige Blake-Edwards-Komödie mit sicherem Gespür für Situationskomik.“[6]
- Nach der Meinung von Prisma inszenierte Komödien-Altmeister Blake Edwards „eine temporeiche Screwball-Comedy mit viel Witz“.[7]

## Auszeichnungen
- Jupiter Award 1987: Auszeichnung für die Beste Internationale Schauspielerin
- Die Deutsche Film- und Medienbewertung FBW in Wiesbaden verlieh dem Film das Prädikat „wertvoll“.[8]